# تپه شیخی‌آباد کهریز
تپه شیخی آباد کهریز مربوط به دوره نوسنگی است و در شهرستان صحنه، بخش دینور، روستای کرتویج علیا واقع شده و این اثر در تاریخ ۱۸ خرداد ۱۳۸۴ با شمارهٔ ثبت ۱۱۸۵۹ به‌عنوان یکی از آثار ملی ایران به ثبت رسیده است.